# 阿拉巴馬州第六國會選區
阿拉巴馬州第六國會選區（英語：Sixth Congressional District of Alabama）是美国亚拉巴马州七個聯邦眾議員選區之一，始於1843年，2013年起位於該州的中部。
該選區在2000年以來的總統選舉一直支持共和黨，在眾議員選舉方面自1965起由共和黨人代表，除了1983-1993的十年除外。現任當區議員是自2015年代表本區的、共和黨的加里·帕爾默。